# Jennifer Abel
Jennifer Abel (* 23. August 1991 in Montreal) ist eine kanadische Wasserspringerin. Sie startet im Kunstspringen vom 1-m- und 3-m-Brett sowie im 3-m-Synchronspringen. Abel kam mit fünf Jahren zum Wasserspringen. Sie startet für den Verein CAMO Natation Montreal. Trainiert wird sie von Cesar Henderson.

## Leben
Jennifer Abel landete ihren ersten sportlichen Erfolg bei der Junioren-Weltmeisterschaft 2006, bei der sie Bronze vom 3-m-Brett gewann. Sie nahm an den Olympischen Spielen 2008 in Peking teil. Vom 3-m-Brett erreichte sie das Halbfinale und landete schließlich auf Rang 13. Bei der Weltmeisterschaft 2009 in Rom wurde sie Zwölfte vom 1-m-Brett und Elfte vom 3-m-Brett. Mit Melanie Rinaldi erreichte sie im 3-m-Synchronspringen zudem einen vierten Platz. 
2010 konnte Abel ihre ersten internationalen Titel feiern. Bei den Commonwealth Games gewann sie Gold vom 1-m-Brett und mit Émilie Heymans im 3-m-Synchronspringen. Außerdem errang sie vom 3-m-Brett die Silbermedaille. Bei der Weltmeisterschaft 2011 in Shanghai gewann das Duo die Silbermedaille im 3-m-Synchronspringen, Abel konnte zudem im Einzel vom 3-m-Brett die Bronzemedaille gewinnen. Mit Heymans gewann sie bei den Panamerikanischen Spielen 2011 in Guadalajara Silber im 3-m-Synchronspringen. Bei den Olympischen Spielen 2012 in London belegte sie vom 3-m-Synchronspringen den dritten Platz, bei den Olympischen Spielen in Rio de Janeiro 2016 belegte sie sowohl im Einzel als auch im Synchronspringen vom 3-m-Brett den vierten Platz.
Bei den Olympischen Sommerspielen 2020 in Tokio gewann Abel zusammen mit Mélissa Citrini-Beaulieu die Silbermedaille im 3-m-Synchronspringen.